# 我想我該改變我的計畫
"我想我該改變我的計畫"(I Guess I'll Have to Change My Plan) 是一首流行歌曲。作曲人是亞瑟·舒格瓦茲(Arthur Schwartz)，填詞人則為霍華·迪茨(Howard Dietz)，歌曲於1929年首度公諸於世。
1929年時由時事諷刺劇(Revue)The Little Show主持人克利夫頓·韋伯(Clifton Webb)介紹給世人，歌曲漸漸成為一首流行音樂的經典歌曲，許多歌手皆曾經錄製過本歌曲。